# St. Nikolaus (Münzenberg)

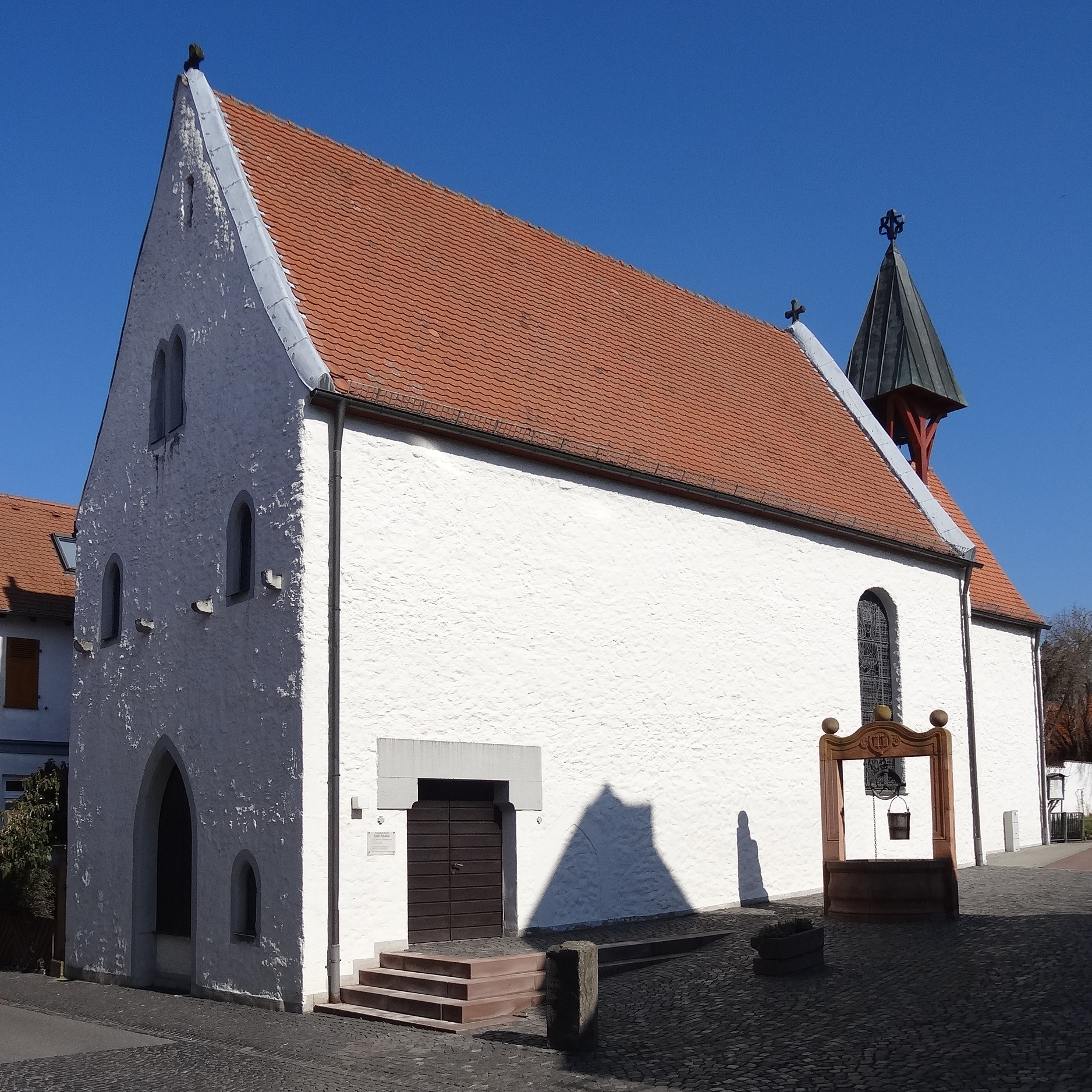
Kapelle von Süden

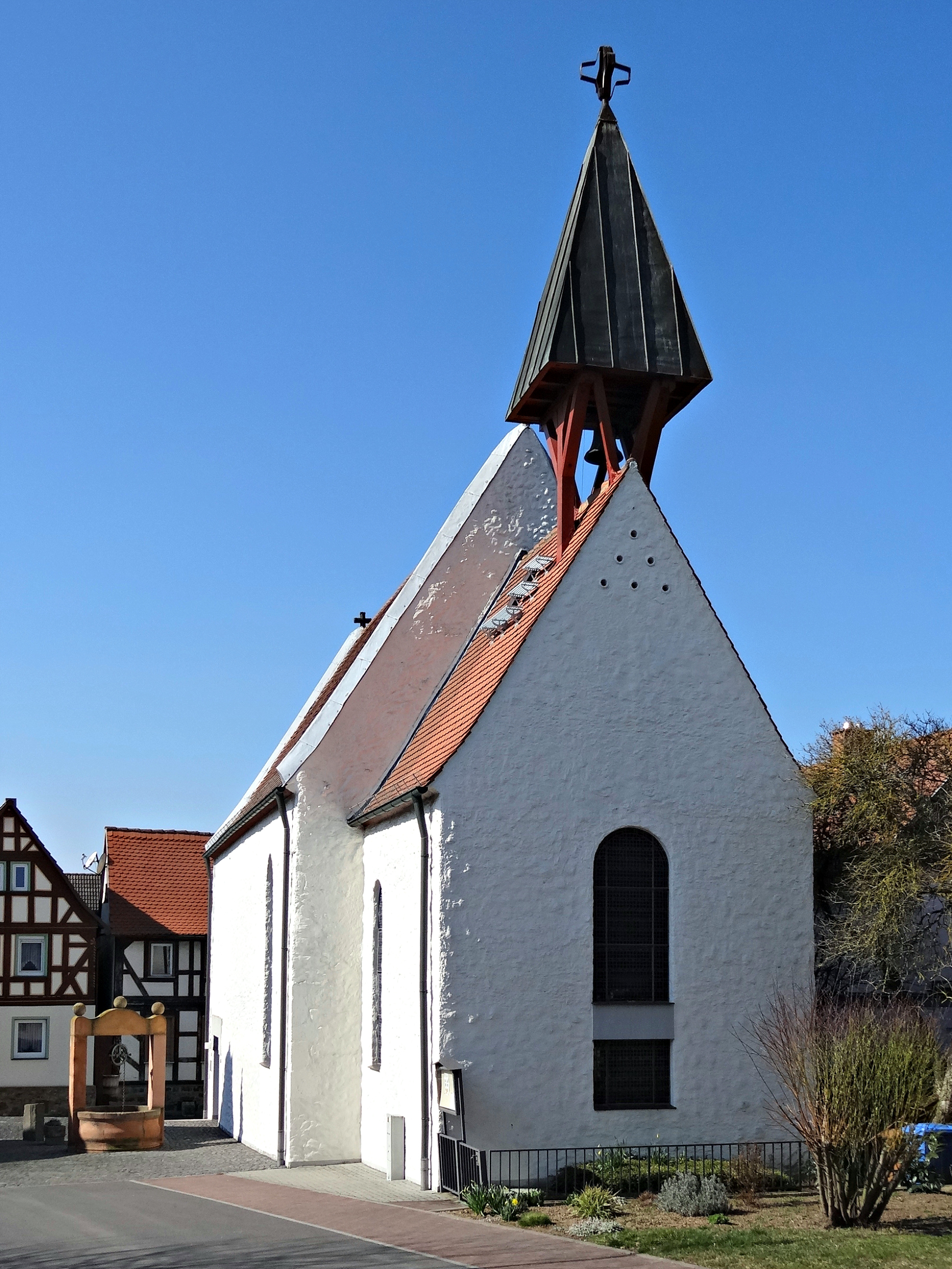
Ansicht von Osten

St. Nikolaus in Münzenberg im hessischen Wetteraukreis ist die ehemalige Hospitalkirche der Stadt, 1284 errichtet. Sie verfiel im Laufe der Zeit und wurde in den 1960er Jahren wiederhergestellt. Der zweischiffige Bau mit eingezogenem Rechteckchor ist gemeinsam mit dem südlich gelegenen 1776 datierten Ziehbrunnen aus Sandstein ein Kulturdenkmal aufgrund des hessischen Denkmalschutzgesetzes.

## Geschichte
Die Kapelle wird 1284 erstmals urkundlich bezeugt und später als Hospitalskapelle erwähnt. Mittelalterlicher Gewohnheit entsprechend wurde die Kapelle neben dem ehemaligen Hospital vor den Toren der Stadt errichtet. Das Hospital diente zur Kranken- und Armenpflege sowie als Herberge für Pilger. Die Kapelle ist baulich mit der Komturkirche Nieder-Weisel vergleichbar und war im Inneren ursprünglich zweigeteilt. Der westliche Bereich war zweigeschossig angelegt und hatte wohl Krankenräume, die nach Geschlechtern getrennt waren, während der Ostteil als Chor mit dem Altar diente.
Es ist davon auszugehen, dass in vorreformatorischer Zeit die Pfarrer der Pfarrkirche Münzenberg den Dienst an St. Nikolaus mit versahen. Mit Einführung der Reformation wurde die Kapelle als gottesdienstlicher Ort aufgegeben. Im 19. Jahrhundert wurde sie profaniert und diente als Schule, dann als Scheune und verfiel zusehends.
Die römisch-katholische Pfarrgemeinde wurde 1946 gegründet, als zahlreiche Flüchtlinge entsprechender Konfession aus Osteuropa nach Münzenberg und dessen Umgebung zogen. Diejenigen aus Münzenberg, Trais und Eberstadt schlossen sich 1952 zur Lokalkaplanei St. Agatha zusammen, die 1956 zum Pfarr-Rektorat erhoben wurde. Ein Jahr später erwarb die Gemeinde die verfallene Hospitalskapelle. Nach Renovierungen von 1962 bis 1966 wurde die Kapelle geweiht. 1980 folgten weitere Renovierungsarbeiten.

## Architektur

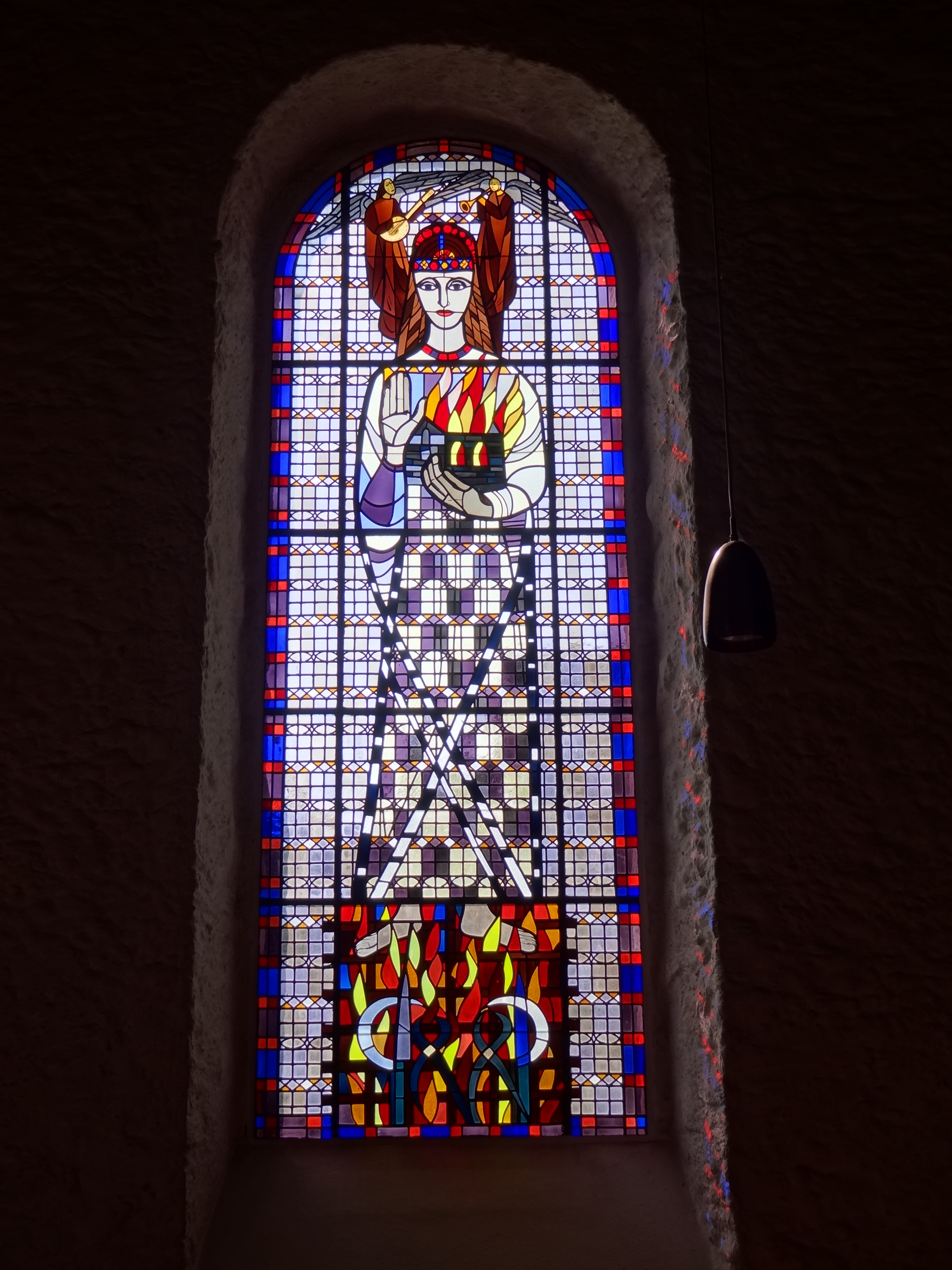
Hedwig-Fenster im Süden

Die geostete zweischiffige Anlage mit eingezogenem Chor steht im heutigen Stadtzentrum, lag ursprünglich aber vor der Stadtmauer. Eine Arkade im kurzen, nördlichen Seitenschiff mit zwei flachen Spitzbögen aus dem 14. Jahrhundert ruht auf einer runden Mittelsäule mit viereckig vorkragendem Knospenkapitell. Möglicherweise führte die Arkade vorher in einen Querflügel oder in einen größeren Querbau mit weiteren Krankenräumen. Die Kapelle auf rechteckigem Grundriss wird von einem steilen Satteldach bedeckt, ebenso der niedrigere Chor. Noch original erhalten ist der Dachstuhl. Der hölzerne Dachreiter ist unten offen und hat ein spitzes, kupferbeschlagenes Pyramidendach, das von einem Kreuz bekrönt wird. Die Kragsteine an der westlichen Giebelseite und das Fachwerkgerüst des 14. Jahrhunderts weisen auf eine ursprünglich zweigeschossige Anlage im Inneren. Das spitzbogige Hauptportal mit Fase im Westen ist heute verschlossen. Rechts davon ist ein kleines gotisches Fenster eingelassen. Die Kapelle wird heute durch ein westlich gelegenes Südportal unter einem geraden Sturz erschlossen. Ein kleines spitzbogiges Portal rechts davon ist vermauert.
Eine im Chor eingezogene Mauer trennt einen schmalen Bereich für die Sakristei ab, die durch das Ostfenster mit Licht versorgt wird. Ein großer Rundbogen öffnet den um drei Stufen erhöhten Chor zum Schiff. Der Chor wird an der Süd- und Nordseite durch je ein hohes Rundbogenfenster mit bunten Bleiglasfenstern belichtet, das Schiff im Süden durch ein hohes Rundbogenfenster mit einer Darstellung der hl. Hedwig und im Westen durch drei kleine Spitzbogenfenster. Im westlichen Giebeldreieck ist ein kleines spitzbogiges Zwillingsfenster eingelassen. Beiden Giebeln ist ein Kreuz aufgesetzt.

## Ausstattung

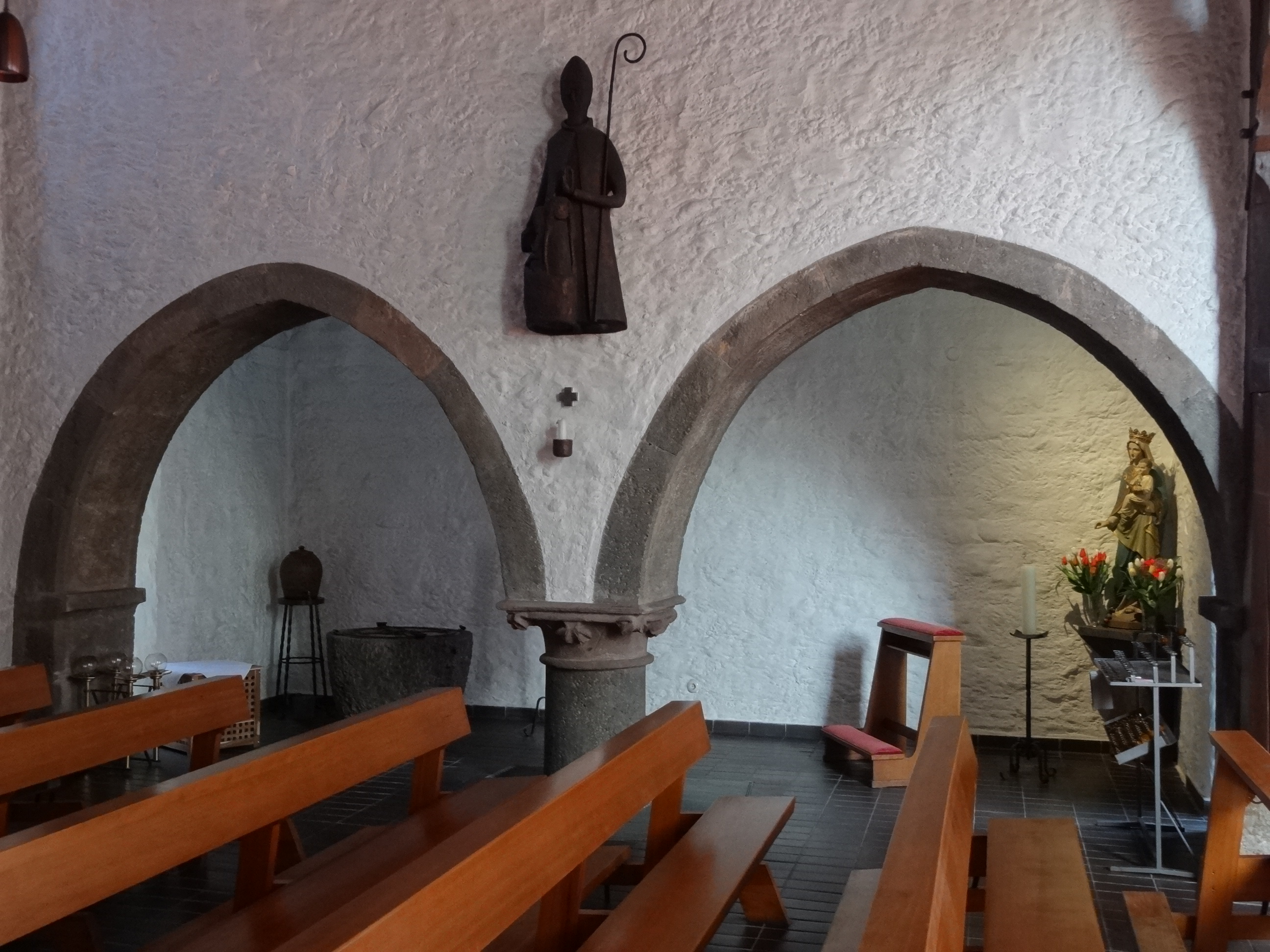
Nördliches Seitenschiff

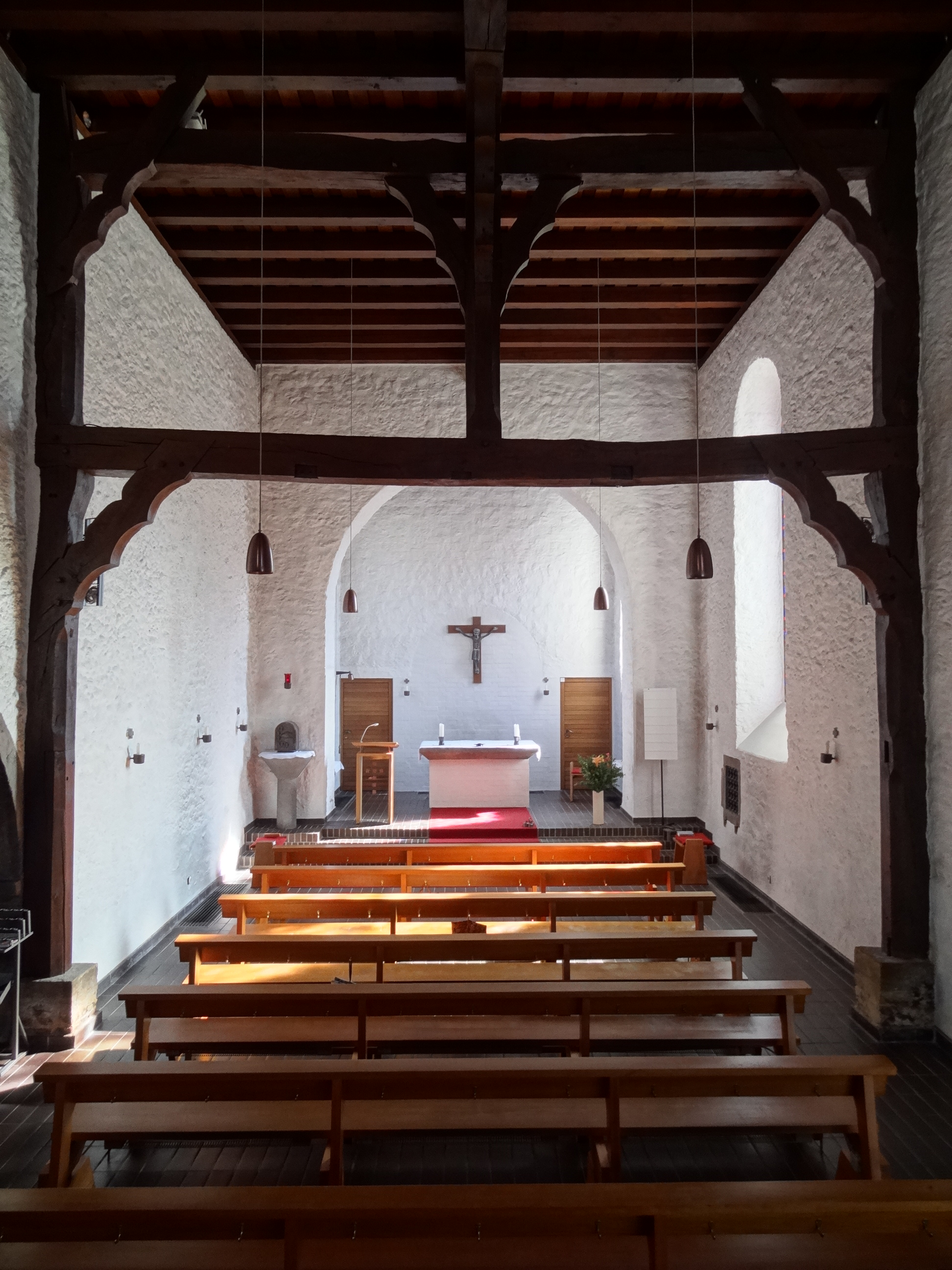
Blick nach Osten

Der Innenraum des Schiffs wird von einer flachen Holzbalkendecke mit Unterzug abgeschlossen, der in der Mitte des Raumes von zwei hölzernen Wandstützen mit zwei Querbalken und Bügen gestützt wird. Das Fachwerkgerüst im Inneren lässt noch die ursprüngliche Zweigeschossigkeit im Westteil erkennen. Die Zapfenlöcher und Riegel weisen darauf hin, wo das Stockwerkgebälk aufgelegen hat.
Die Inventarstücke sind modern. Zwischen den beiden Arkadenbögen ist eine Bronzeplastik des hl. Nikolaus angebracht. Im schmalen Seitenschiff sind ein großes, grob behauenes, rundes Taufbecken aus Stein und eine gekrönte Madonna mit Kind aufgestellt. Der Blockaltar ist aufgemauert; eine Schräge vermittelt zur massiven Mensaplatte. An der Ostwand hängt ein hölzernes Kruzifix mit einem bronzenen Korpus. An der gegenüberliegenden Westwand, vor dem Portal, ist die Orgel aufgestellt. Hölzernes Kirchengestühl bildet einen Block in der Mitte des Hauptschiffs.

## Orgel

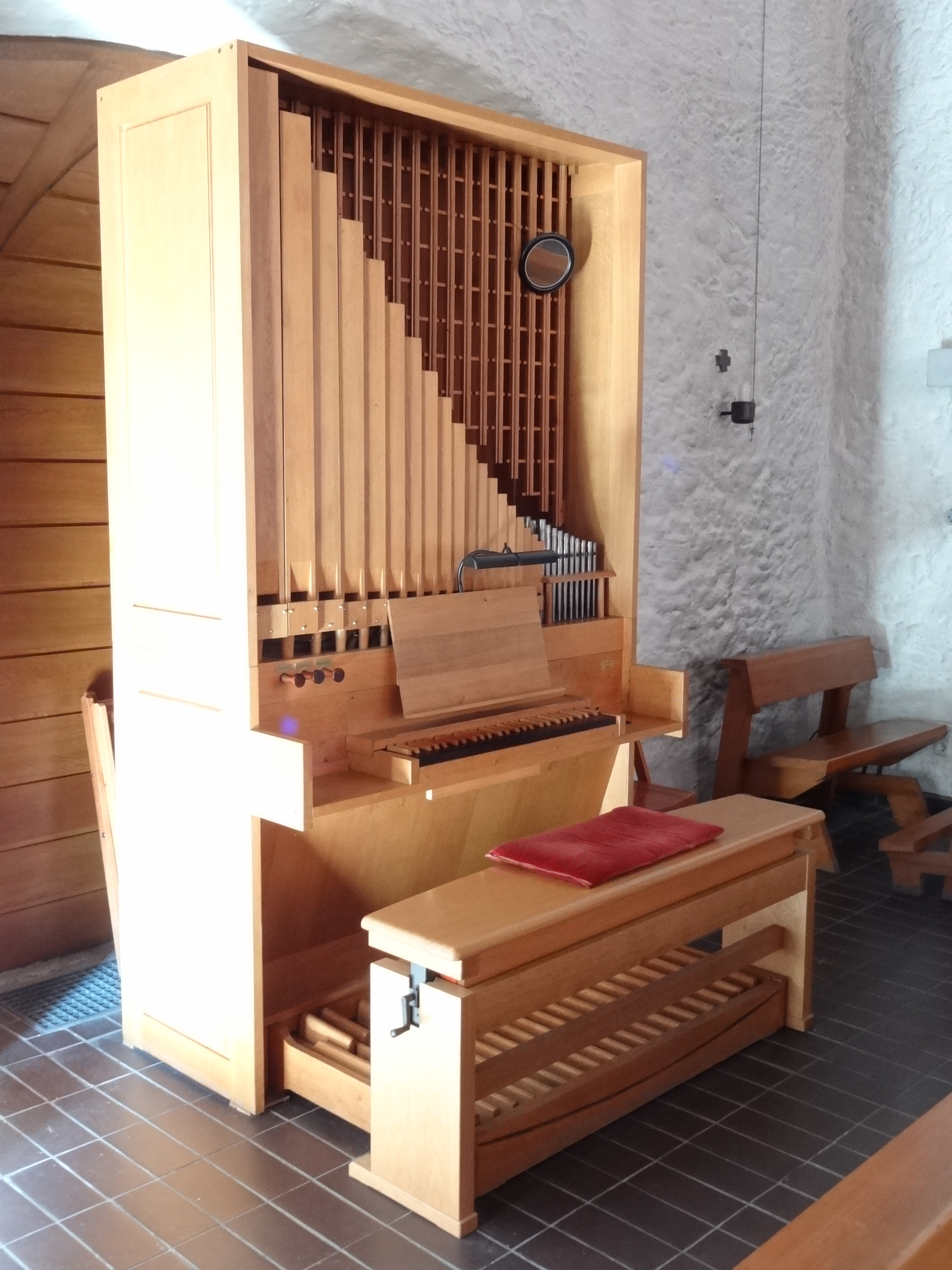
Orgelpositiv

Die Gemeinde weihte 1984 ein Orgelpositiv ein, das Bernhard Schmidt aus Gelnhausen 1983 gebaut hatte. Das Instrument verfügt über drei Register auf einem Manual; das Pedal ist angehängt.
| I Manual C–f3 |    |
| Holzgedackt   | 8′ |
| Rohrflöte     | 4′ |
| Prinzipal     | 2′ |

| Pedal C–f1 |
| angehängt  |